# Деян Савич
Деян Савич  (серб. Дејан Савић, 24 квітня 1975) — сербський ватерполіст, олімпійський медаліст.

## Виступи на Олімпіадах
| Олімпіада    | Дисципліна | Місце |
| ------------ | ---------- | ----- |
| Атланта 1996 | водне поло | 8     |
| Сідней 2000  | водне поло | 3     |
| Афіни 2004   | водне поло | 2     |
| Пекін 2008   | водне поло | 3     |